# Pawieł Potapow
Pawieł Wiktorowicz Potapow (ros. Павел Викторович Потапов, ur. 20 maja 1964) – radziecki zapaśnik walczący w stylu klasycznym. Zajął siódme miejsce na mistrzostwach świata w 1990. Złoty medalista mistrzostw Europy w 1990 i 1991; trzeci w 1988. Pierwszy w Pucharze Świata w 1989. Mistrz ZSRR w 1986 i 1989; drugi w 1988 roku.